# رادو
رادو (بالإنجليزية: Rado)‏ هي شركة سويسرية لتصنيع الساعات، يقع مقرها الرئيسي في لينقناو، سويسرا. وتشتهر ساعتها بانها مصنعة من مواد مقاومتها للخدش، وتعتبر رائده في هذا المجال. وبعدد 300 موظف، تنتج الشركة حوالي نصف مليون ساعة سنويا.

## لمحة تاريخية
تأسست الشركة في عام 1917، وتتبع الآن مجموعة سواتش منذ عام 1983.

## التسعير
تتراوح أسعار ساعات رادو التقليدية ما بين 700 إلى 28,000 دولار. أما المضاف إليه الألماس فتتراوح ما بين 30,000 إلى 250,000 دولار.

## وصلات خارجية
- رادو - الموقع الدولي
- مجموعة سواتش
- تاريخ الشركة